# Essam El-Hadary
Essam Kamal Tawfik El-Hadary (árabe: عصام الدين كمال توفيق الحضري‎) (Damieta, 15 de janeiro de 1973) é um ex-futebolista egípcio que atuou como goleiro.
Em 2018, com 45 anos e 5 meses, ele se tornou o jogador mais velho a ser convocado para uma Copa do Mundo FIFA. Ele entrou em campo na terceira partida de sua seleção na Copa. À época, ele tinha 45 anos e 161 dias, sendo o jogador mais velho a disputar uma Copa do Mundo. Como ele defendeu uma cobrança de pênalti nesta partida, ele também se tornou o jogador mais velho a defender um pênalti em uma Copa do Mundo, sendo também o capitão e o jogador mais velho que atuou nos dois tempos de um jogo.

## Carreira
El-Hadary representou o elenco da Seleção Egípcia de Futebol no Campeonato Africano das Nações de 2017, com 44 anos.
Apesar de ser goleiro, marcou 2 gols em sua carreira. O primeiro aconteceu em 2002, quando defendia o Al-Ahly, de uma maneira inusitada. Durante a disputa da Supercopa Africana, contra o Kaizer Chiefs, ele cobrou uma falta do campo de defesa. A bola ainda bateu na trave, antes de tocar no goleiro sul-africano e entrar. Por mais que devesse assinalar o gol contra, o árbitro deu a honra ao arqueiro. O segundo aconteceu em 2017, numa cobrança de pênalti. O pênalti saiu nos acréscimos do segundo tempo, quando seu time já vencia o Al Ittifaq por três gols de diferença.
No dia 25 de junho de 2018, no jogo contra a Arábia Saudita, com 45 anos e 161 dias, ele se tornou o atleta mais velho a disputar um jogo de Copa do Mundo, tendo defendido uma cobrança de pênalti e sofrido um gol também de pênalti. O recorde antes pertencia a Faryd Mondragón, da Colômbia, que na Copa de 2014 entrou em campo com 43 anos e 3 dias de idade.

## Títulos
Copa das Nações Africanas
- Vencedor em 1998, em 2006, em 2008 e em 2010

Campeonato Egípcio de Futebol
- Campeão em 1997, 1998, 1999, 2000, 2005, 2006 e 2007

Copa do Egito de Futebol
- Vencedor em 2001, 2003, 2006 e 2007

Supercopa do Egito
- Vencedor em 2003, 2005 e 2006

Liga dos Campeões da CAF
- Vencedor em 2001, 2005 e 2006

Supercopa da CAF
- Vencedor em 2002, 2006 e 2007

Copa da Suíça
- Vencedor em 2009